# تايديوس

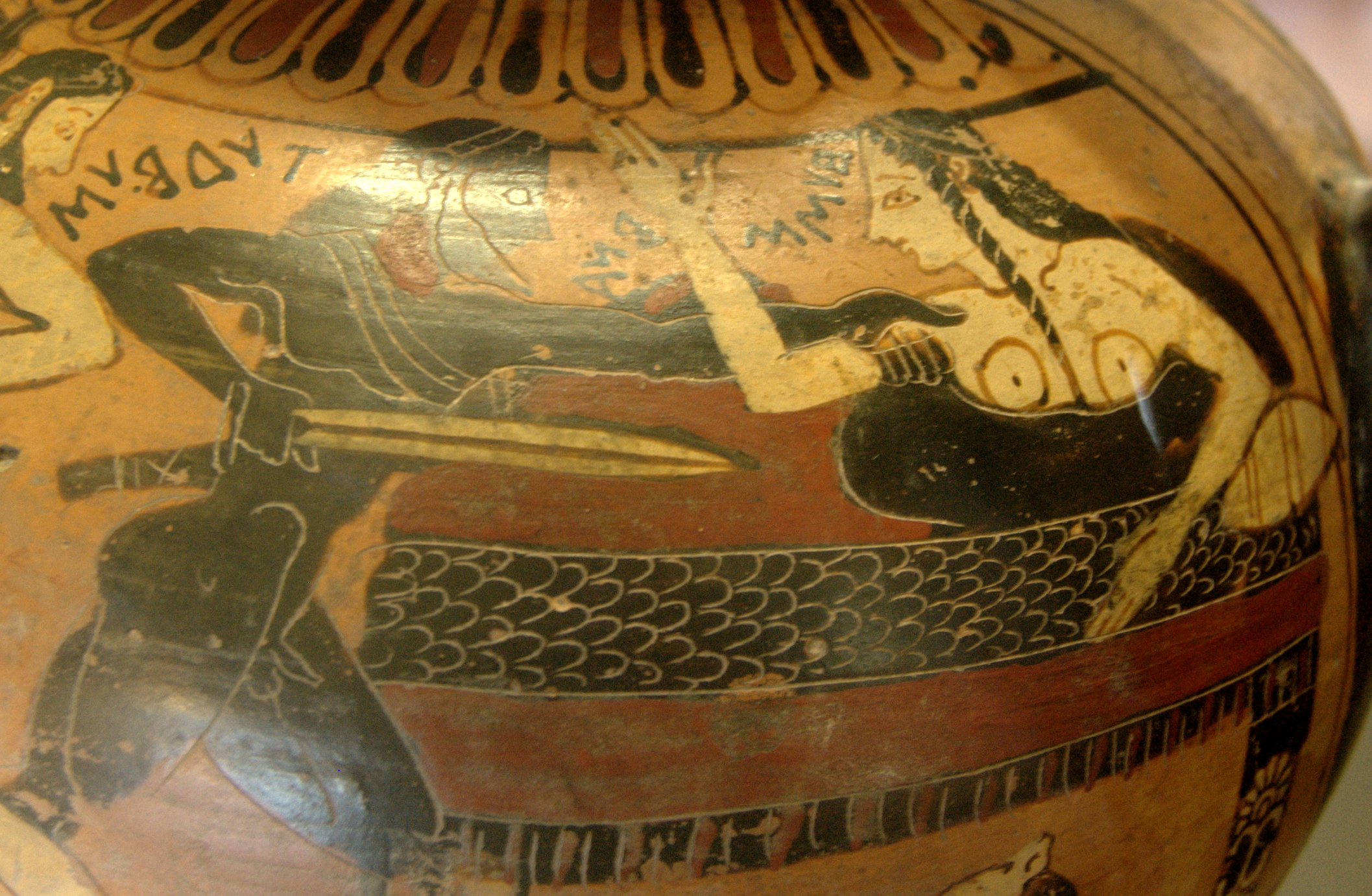
تايديوس و إسمين. الجانب أ من أمفورا سوداء الشكل من كورنثيا، كاليفورنيا. 560 قبل الميلاد.

في الأساطير اليونانية، تايديوس (/ˈtaɪdiəs, -djuːs, ˈtɪdiəs/ ، اليونانية القديمة: Τυδεύς Tūdeus) كان بطل ايولي من جيل قبل حرب طروادة. وكان واحدا من السبعة ضد طيبة، والد ديوميديس، الذي عرف غالبا من قبل العائلي تايديوس.

## ميثولوجيا

### المنفى
كان تايديوس ابنًا لـ اينيوس وإما بيريبويا، زوجة اينيوس الثانية، أو قورج، ابنة اينيوس. وكان زوج دايبل، والدة دايوميدس.
تم طرد تايديوس من كاليدون من قبل عمه آقريوس، لأنه قتل إما أخاه أو عم آخر أو ستة من أبناء عمومته. سافر إلى أرغوس، حيث تزوج دايبل، ابنة الملك ادراستوس.

### السبعة ضد طيبة

#### تجمع السبعة
أثناء سكن تايديوس، والملك ادراستوس من أرغوس، أتى بولينيكس، وهو ابن أوديب المنفي الذي شارك في حكم طيبة مع شقيقه ايتيوكليس قبل أن يطرده الأخير. في وقت متأخر من ليلة أحد الايام، دخل الشابان المنفيان في نزاع حاد حول غرفة الضيوف في قصر أدراستوس. استيقظ أدراستوس من الضجة، ثم هرع إلى القاعة ليجد الرجلين عالقين في شجار. في ذلك الوقت، تذكر أدراستوس نبوءة كانت قد أوعزته إلى «تكبيل بناته اقتيادهم لخنزير وأسد». أدرك أدراستوس أن تايديوس هو الخنزير وبولينيكس الأسد (إما بالطريقة الشرسة التي قاتلوا بها، أو الحيوانات التي تزينها على دروعهم،  أو جلود الحيوانات التي كانوا يرتدونها ) وزوج بناته لهم، وحافظ عليهم كأبنائه في أرغوس.
من خلال الزواج من عائلة أدراستوس، أصبح بولينيكس وتايديوس أمراء لأرجوس، ولهما أطفال، وكانا يعيشان عمومًا بشكل جيد. وعد أدراستوس بأنه سيساعد في استعادة ممالكهم لهم (أو في إصدارات أخرى من الأسطورة، يطلب بولينيكس من أدراستوس مساعدته في استعادة طيبة )) وقام بتنظيم وبناء الجيوش السبعة التي أصبحت تعرف باسم السبعة ضد طيبة. ظهرت الجيوش من أرجوليس (المنطقة المحيطة بأرجوس)، أكبر جيش ظهر في اليونان حتى ذلك الوقت.

#### الألعاب النيمية
بعد وقت قصير من وصول البعثة في نيميا، قتل ابن الملك الصغير ليكوغروس بسبب قرصة ثعبان. في المقابل، قتل رجال أدراستوس الثعبان ودفنوا الصبي وأقاموا أول الألعاب النيمية على شرفه (قصص بديلة تشير إلى انتصار هرقل على أسد نيميا اتت كفكرة للألعاب الأولى). فاز تايديوس نتيجة الملاكمة في هذه الألعاب.

#### مبعوث طيبة
عندما وصلت البعثة إلى قيثايرون، ارسل تايديوس مسبقًا للمطالبة بإعادة طيبة إلى بولينيكس. أحبط من تجاهل ايتيوكليس، أصدر تايديوس تحديات فردية للعديد من الرجال وهزم كل منهم بالسلطة الممنوحة له من قبل أثينا.
في حين عودة تايديوس لحلفائه، جمع الطيبيين قوة من خمسين رجلا، بقيادة ميون وبوليفونتيس، ونصبو كمين له. قتل تايديوس كل رجل باستثناء ميون، الذي سمح له بالعيش بسبب علامات من الآلهة. 

## في الأدب والفن
ذكر تايديوس عدة مرات في الإلياذة. أحد الكتابات البارزة في الكتاب الرابع حيث يذكّر أجاممنون ديوميديس بأعمال والده تايديوس. أجاممنون يقرأ الأحداث المذكورة في القسم أعلاه.
ظهر تايديوس أيضا في مسرحية إسخيلوس «سبعة ضد طيبة ، باعتباره واحد من» السبعة «، وفي نفس الستار في مسرحية يوربيدس» نساء فينيقيا. تواجه قبالة مع المدافع ميلانيبوس وقتل ميلانيبوس، لكنه أصاب نفسه بجروح قاتلة. في إصدارات أخرى من الأسطورة، تمت إضافة تفاصيل إلى أن الإلهة أثينا كانت قد خططت لجعله خالدًا لكنها رفضت، بعدان كان تايديوس في نوبة قاسية التهمت أدمغة ميلانيبوسالمهزومة.
الشاعر ميمنرموس في القرن السابع رشح قتل اسمين، أخت أنتيجون، لتايديوس. لم يذكر أي كاتب كلاسيكي آخر القصة، لكن المشهد مُمَثَّل في أمفورا سوداء الشكل تعود إلى القرن السادس عشر موجودة الآن في متحف اللوفر.